# Liga Mexicana de Voleibol Femenil
La Liga Mexicana de Voleibol Femenil è la massima serie del campionato messicano di pallavolo femminile: al torneo partecipano otto squadre di club messicane e la squadra vincitrice si fregia del titolo di campione del Messico, è stata fondata nel 2013.

## Albo d'oro
| Anno          | Podio          | Podio        | Podio                |
| Campione      | Seconda        | Terza        |                      |
| ------------- | -------------- | ------------ | -------------------- |
| 2014 Dettagli | Hidalgo        | Adelitas URN | Colima               |
| 2015 Dettagli | Tigrillas UANL | Adelitas URN | Cafeteras de Córdoba |
| 2016 Dettagli | Tigrillas UANL | Nuevo León   | Cafeteras de Córdoba |

## Palmarès
| Squadra        | Titolo | Stagione   |
| -------------- | ------ | ---------- |
| Tigrillas UANL | 2      | 2015, 2016 |
| Hidalgo        | 1      | 2014       |